# Jacquerie
Una jacquerie és el terme francès que designa dins la història de França les rebel·lions camperoles que es van fer a França durant l'edat mitjana, l'Antic Règim i durant la Revolució francesa.
El terme prové de la Grande Jacquerie del 1358. La crònica que en va fer el cronista medieval Jean Froissart anomenava als camperols “Jacques Bonhomme” (Jacques Gentilhome, en català) probablement per la jaqueta que acostumaven a portar, la “jaque”. De la mateixa manera, els nobles denominaven de forma desdenyosa amb el “Jacques” els serfs i els camperols que treballaben les terres.
Es consideren jacqueries:
- La Grande Jacquerie del 1358
- Jacqueries del segle XVI
- Jacqueries sota Lluís XIII
- Jacqueries sota Lluís XIV